# Idiot’s Delight
Idiot’s Delight ist ein US-amerikanischer Spielfilm aus dem Jahr 1939 mit Norma Shearer und Clark Gable unter der Regie von Clarence Brown. Als eine der ersten Großproduktionen zeichnet der Film ein kritisches Bild der politischen und gesellschaftlichen Zustände in Europa. Der Film basiert auf dem gleichnamigen Bühnenstück von Robert E. Sherwood, das 1936 mit dem Pulitzer-Preis/Theater ausgezeichnet wurde. Der Autor verfasste auch das Drehbuch, musste jedoch zahlreiche Änderungen vornehmen.

## Handlung
Harry Van hat als Entertainer schon bessere Zeiten gesehen. Mittlerweile ist er so tief gesunken, dass er in einem drittklassigen Theater in Omaha mit der ständig betrunkenen Madame Zuleika auftreten muss. Er trifft dort auf Irene, die mit viel Phantasie und Ehrgeiz daran arbeitet, Karriere zu machen. Nach einer kurzen Romanze trennen sich die beiden. Einige Jahre später tourt Harry mit einer Girltruppe durch Europa. An der Grenze zwischen der Schweiz und einem nicht näher benannten Land strandet Harry samt seinen Mädchen in einem Luxushotel mit anderen Reisenden, die ebenfalls in die Schweiz wollen. Dort trifft er auf den sagenhaft reichen Waffenhändler Achille Weber und seine Geliebte, die russische Gräfin Irene, die tatsächlich eben jene Irene ist, die Harry vor Jahren in Omaha traf. Beide entdecken ihre Liebe und wollen gemeinsam ein neues Leben beginnen. Plötzlich bricht ein Krieg aus und Bomben fallen auch auf das Hotel. Harry rettet die Mitglieder seiner Tanztruppe und kehrt zurück zu Irene, um mit ihr einer ungewissen Zukunft entgegenzublicken.

## Hintergrund
Idiot’s Delight schaffte es 1936 mit Alfred Lunt und Lynn Fontanne auf 300 Aufführungen am Broadway. Robert E. Sherwood gewann den Pulitzer-Preis und verkaufte am Ende die Filmrechte für 135.000 US-Dollar an MGM. Zunächst als mögliches Projekt für Greta Garbo gedacht, übernahm am Ende Norma Shearer die Hauptrolle. Die Schauspielerin hatte sich nach dem Tod ihres Ehemanns Irving Thalberg mit MGM über einen neuen Vertrag über sechs Filme geeinigt, für die die Schauspielerin jeweils 150.000 US-Dollar Gage erhalten sollte. Bei der Wahl der passenden Drehbücher hatte Shearer indes keine glückliche Hand und sie lehnte in den nächsten Jahren etliche Rollen ab, die dann von Joan Crawford oder Greer Garson übernommen wurden, darunter Susan und der liebe Gott und Mrs. Miniver.
Die Filmfassung weist im Vergleich mit der Bühnenfassung einige Unterschiede auf. So wurde ein umfangreicher Prolog eingebaut, der die Beziehung von Harry und Irene erläutert. Jegliche Bezugnahme auf Deutschland und Italien wurde gestrichen und die gesamte Handlung aus Italien in ein unbenanntes Land in Mitteleuropa verlegt. Das Studio verlangte darüber hinaus zwei alternative Enden. Die Fassung für die USA und Kanada verspricht ein Happy End für die Liebenden, während die Fassung für die Auslandsmärkte keine Hoffnung für ein Überleben der zwei Helden lässt.
Clark Gable absolviert in dem Film die einzige Gesangs- und Tanznummer seiner Karriere zu den Klängen von Puttin’ on the Ritz von Irving Berlin.

## Kinoauswertung
Die Produktionskosten beliefen sich auf 1.519.000 US-Dollar und machten aus dem Film eine überdurchschnittlich teure Produktion. An der Kinokasse erwies sich der Film als wenig erfolgreich und spielte in den USA gerade einmal 1.167.000 US-Dollar ein. Bei sehr niedrigen Auslandseinnahmen von 545.000 US-Dollar belief sich das kumulierte Gesamtergebnis auf 1.712.000 US-Dollar. Am Ende stand für das Studio ein Verlust in Höhe von 374.000 US-Dollar.